# Kanton Juvigny-le-Tertre
Der Kanton Juvigny-le-Tertre war von 1790 bis 2015 ein französischer Wahlkreis im Arrondissement Avranches, im Département Manche und in der Region Normandie; sein Hauptort war Juvigny-le-Tertre. Der Kanton war 87 km² groß und hatte 2434 Einwohner (Stand: 2012).
Der Kanton umfasste Wahlberechtigte aus folgenden neun Gemeinden:
| Gemeinde            | Einwohner Jahr | Fläche km² | Bevölkerungsdichte | Code INSEE | Postleitzahl |
| ------------------- | -------------- | ---------- | ------------------ | ---------- | ------------ |
| La Bazoge           | 162 (2013)     | –          | – Einw./km²        | 50037      | 50520        |
| Bellefontaine       | 144 (2013)     | –          | – Einw./km²        | 50043      | 50520        |
| Chasseguey          | 82 (2013)      | –          | – Einw./km²        | 50125      | 50520        |
| Chérencé-le-Roussel | 305 (2013)     | –          | – Einw./km²        | 50131      | 50520        |
| Juvigny-le-Tertre   | 587 (2013)     | –          | – Einw./km²        | 50260      | 50520        |
| Le Mesnil-Adelée    | 175 (2013)     | –          | – Einw./km²        | 50300      | 50520        |
| Le Mesnil-Rainfray  | 224 (2013)     | –          | – Einw./km²        | 50318      | 50520        |
| Le Mesnil-Tôve      | 238 (2013)     | –          | – Einw./km²        | 50323      | 50520        |
| Reffuveille         | 494 (2013)     | –          | – Einw./km²        | 50428      | 50520        |